# Wladimir Kaminer
Wladimir Kaminer (in russo: Влади́мир Ви́кторович Ками́нер; Mosca, 19 luglio 1967) è uno scrittore, giornalista e disc jockey russo naturalizzato tedesco.
I suoi libri Militärmusik e Russendisko lo hanno reso celebre anche al di fuori dei confini tedeschi. Kaminer scrive i suoi testi in lingua tedesca e non in russo, la sua madrelingua.

## Biografia
Nato a Mosca, nell'allora Unione Sovietica, il 19 luglio 1967 da una famiglia ebraica, Kaminer è figlio di un'insegnante e di un economista, che lavorò come vice capo in un'operazione della flotta nazionale russa. Dopo essersi formato come tecnico del suono per il teatro e la radio, Kaminer studiò drammaturgia all'Istituto Teatrale di Mosca. Nel giugno del 1990 si recò a Berlino e ricevette "asilo umanitario" nella Repubblica Democratica Tedesca. Ancor prima dell'adesione della DDR alla Repubblica Federale Tedesca, il 3 ottobre acquisì rapidamente la cittadinanza nella DDR e successivamente, in modo automatico, ottenne la cittadinanza della Repubblica Federale.
Per molti anni è stato membro della Reformbühne "Heim & Welt".
Collabora regolarmente con riviste e giornali tedeschi e conduce una trasmissione settimanale su Radiomultikulti della RBB (una radio che si rivolge agli immigrati in Germania), oltre alla rubrica Morgenmagazin (letteralmente : Giornale del Mattino) sulla ZDF. In collaborazione col leader dei RotFront Yuriy Gurzhy, organizza eventi culturali al Kaffee Burger, uno dei più noti club di Berlino: ogni due settimane si svolge Russendisko, "party russo" durante il quale Kaminer si esibisce come disc jockey.

## Opere
- Militärmusik, 2003, Guanda
- Russendisko, 2004, Guanda
- Berliner Express, 2005, Guanda
- Cucina totalitaria. Con un ricettario del socialismo di Wladmir e Olga Kaminer, 2008, Guanda